# Charles D. Carter

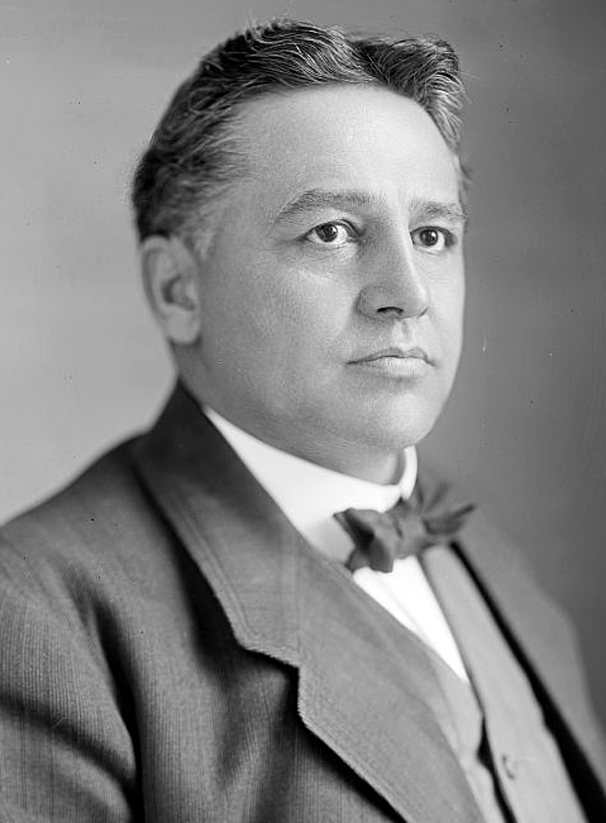
Charles D. Carter

Charles David Carter (* 16. August 1868 im Atoka County, Oklahoma; † 9. April 1929 in Ardmore, Oklahoma) war ein US-amerikanischer Politiker. Zwischen 1907 und 1915 vertrat er den vierten und von 1915 bis 1927 den dritten Wahlbezirk des Bundesstaates Oklahoma im US-Repräsentantenhaus.

## Werdegang
Charles Carter wurde im Indianerterritorium des Choctawstammes geboren. Später zog er mit seinem Vater in das Grenzgebiet zu dem Chickasaw-Indianern. Er besuchte die örtlichen Indianerschulen und die Chickasaw Manual Training Academy. Zwischen 1887 und 1889 war er auf einer Ranch beschäftigt; danach betätigte er sich im Handel. Bis 1895 war er in der Verwaltung des Indianergebiets angestellt. 1897 wurde er Schulrat in diesem Gebiet. Im November 1900 wurde Carter von US-Präsident William McKinley zum Bergbaubeauftragten im Indianergebiet des Oklahoma-Territoriums ernannt. Dieses Amt übte er vier Jahre lang aus.
Carter wurde Mitglied der Demokratischen Partei. In seiner Heimat stieg er bald in den Vorstand der Partei auf. Nach der Staatsgründung von Oklahoma wurde Carter in das US-Repräsentantenhaus in Washington gewählt. Dieses Mandat trat er am 16. November 1907 an. Nach einigen Wiederwahlen konnte er den vierten Wahlbezirk des Staates bis zum 3. März 1915 im Repräsentantenhaus vertreten. Bei den Wahlen des Jahres 1914 kandidierte Carter im dritten Distrikt, für den er in den folgenden Jahren in den Kongress einzog. Insgesamt war Carter zwischen dem 16. November 1907 und dem 3. März 1927 Mitglied des Kongresses. Dort war er zwischenzeitlich Vorsitzender des Indianerausschusses.
Für die Wahlen des Jahres 1926 wurde Carter von seiner Partei nicht mehr nominiert. Danach war er von 1927 bis 1929 Mitglied der Straßenbaubehörde (Highway Commission) von Oklahoma. Charles Carter starb im April 1929 und wurde in Ardmore beigesetzt.